# 密田良太郎

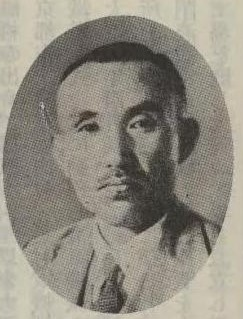
密田良太郎

密田 良太郎（みつだ りょうたろう、1885年3月19日 - 1974年10月13日）は、日本の電気工学者。

## 人物
富山県出身。1911年に東京帝国大学工科大学電気工学科を卒業し、同年逓信省電気試験所に入所した。1913年に逓信局の技師となった。1914年にアメリカとイギリスに留学した。1917年12月6日に「水銀避雷器」の特許が発明者を密田、特許権者を逓信大臣（田健治郎）として出願されている。
1919年に電気試験所の第三部長となり、1920年に工学博士となった。同年には、宮内省内匠寮嘱託員となった。1921年から早稲田大学教授を兼務した。1931年には宮内省御用掛を務め、1935年には電気試験所の所長を務めた。1939年に照明学会の会長を務めた。

## 受賞など
- 帝国学士院賞（第16回、1926年）[1][2] - 「水銀避雷器の研究」
- 帝国発明協会恩賜記念賞及び大賞（1926年）[1][2]
- 日本の十大発明家（1930年）
- 勲三等旭日中綬章（1940年）[1][2]
- 名誉工学博士（ドレスデン工業大学、1941年）[2]
- 従三位（1941年）[2]
- 前島密賞（昭和37年度）
- 藍綬褒章（1964年）[1][2]
- 銀杯（1965年）[2]

## 特許
- 特許第32640号 水銀避雷器
- 特許第68559号 叉流式抵抗測定装置
- 特許第79513号 孤光斷續装置
- 特許第84190号 直流變壓装置
- 特許第88064号 水銀孤光周波數變換装置